# Avang Music
Avang Music (перс. آونگ‎) — Американский музыкальный лейбл звукозаписи и телеканал, базирующиеся в Лос-Анджелесе, Калифорния, принадлежащие Warner Music Group. Он наиболее известен своим обширным музыкальным каталогом на персидском языке.